# Malibcong
Malibcong é um município de  quinta classe de renda municipal (d) na província Abra, nas Filipinas. De acordo com o censo de 1 de maio  de  2020 possui uma população de 4 027 pessoas e 835 domicílios.